# Johann Georg Repsold
Johann Georg Repsold (Wremen, 19 de setembro de 1770 – Hamburgo, 14 de janeiro de 1830) foi bombeiro e  astrónomo alemão. Ele se juntou ao corpo de bombeiros de Hamburgo em 1799 . Em 1802 ele começou a construir um observatório privado, e colaborou em observações astronômicas com Christian Heinrich Schumacher. No entanto o observatório foi destruído durante as Guerras Napoleónicas em 1811. Em 1825 um novo observatório foi concluída, e se tornou o diretor, fornecendo os instrumentos à seu próprio custo, com outras fontes de financiamento da cidade de Hamburgo.
Em 1830 Johann Georg morreu em uma operação de combate a incêndio em Hamburgo, foi morto por uma parede que desabou. A despesa de funcionamento do observatório foi assumida pelo governo local, e o novo diretor foi Carl Ludwig Christian Rümker. O Observatório Repsold foi demolido após a conclusão de um novo observatório, o moderno Observatório de Hamburgo Bergedorf, entre 1906 e 1912. 
A cratera lunar Repsold foi nomeado em sua homenagem, assim como o asteróide 906 Repsold. 